# Mezzana
Mezzana é uma comuna italiana da região do Trentino-Alto Ádige, província de Trento, com cerca de 875 habitantes. Estende-se por uma área de 27 km², tendo uma densidade populacional de 32 hab/km². Faz divisa com Rabbi, Commezzadura, Pellizzano e Pinzolo.